# Districte de Kosovo-Pomoravlje
El Districte de Kosovo-Pomoravlje (en serbi: Косовско-Поморавски округ, Kosovsko-Pomoravski okrug, en albanès: Lugina e Anamoraves) fou un districte de la província sèrbia de Kosovo i Metohija entre 1990 i 1999. Estava situat a l'est de la província i, segons el cens de 2002, tenia 217.726 habitants. La seva capital era Gnjilane. El govern de Sèrbia considera que aquest districte encara existeix de iure, encara que el mateix govern va acceptar l'administració civil de Kosovo de les Nacions Unides l'any 1999, al final de la guerra de Kosovo.
Avui en dia, el territori que comprenia el districte serbi correspon al Districte de Gnjilane de l'autoproclamada República de Kosovo.

## Municipis
Els municipis que formaven el districte eren:
- Kosovska Kamenica
- Novo Brdo
- Gnjilane
- Vitina